# (11605) Ranfagni
(11605) Ranfagni (1995 UP6) – planetoida z pasa głównego asteroid okrążająca Słońce w ciągu 4,11 lat w średniej odległości 2,56 j.a. Odkryta 19 października 1995 roku.